# Електромагнітний імпульс

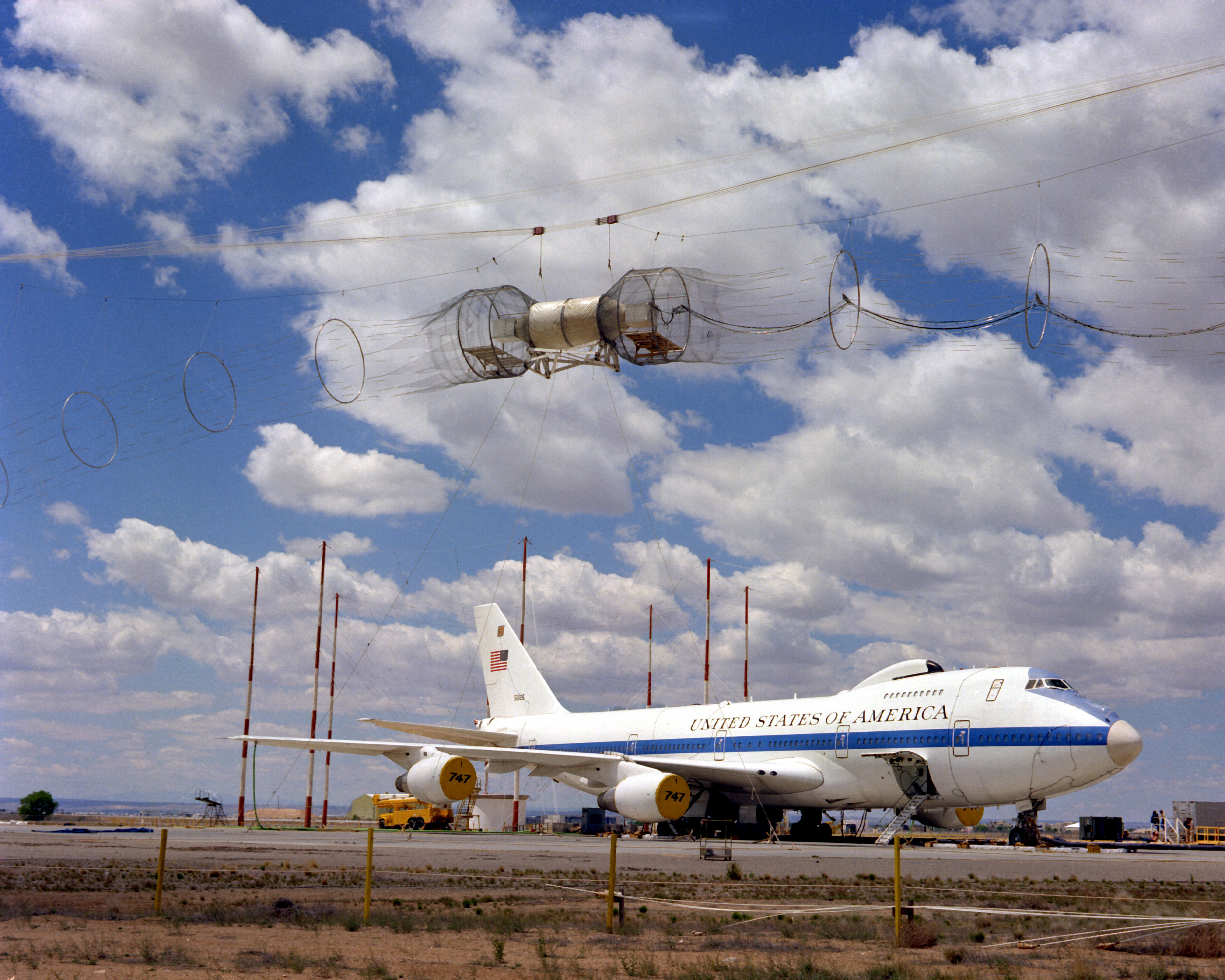
Boeing E-4B із симулятором електромагнітного імпульсу

Електромагні́тний і́мпульс (скорочено: ЕМІ, англ. electromagnetic pulse; EMP) — в телекомунікації й фізиці поняття яке означає явище створення і поширення електромагнітного випромінювання великої напруженості та широкого спектра частот протягом дуже короткого часу.

## Загальні положення
Електромагнітний імпульс виникає під час потужного вибуху (переважно атомної бомби), явищ, що викликають раптові збурення магнітного поля Землі, грозових явищ у земній атмосфері чи короткого замикання в електрообладнанні високої потужності.
Електромагнітний імпульс, який виникає під час ядерного вибуху більшість своєї енергії переносить в електромагнітних хвилях з частотою в діапазоні від 3 Гц до 30 кГц за напруженості магнітного поля, що досягає 50000 В/м.
Переважно розглядають два види електромагнітних імпульсів:
- ядерний ЕМІ (англ. Nuclear Electromagnetic Pulse, NEMP) — імпульс, що виникає під час ядерного вибуху;
- ЕМІ від розряду блискавки (англ. Lightning Electromagnetic Pulse, LEMP) — імпульс, що виникає під час електричного розряду в атмосфері.

Інші джерела, згадані вище, генерують імпульси значно меншої потужності.

## Дія електромагнітного імпульсу
Електромагнітний імпульс індукує високу електричну напругу в електромережах, електричному і електронному обладнанні. Зростання напруженості спричиняє раптове зростання електричної напруги і виділення великої кількості тепла, внаслідок чого зазнають пошкоджень електронні елементи, електричні кола і навіть лінії електропередачі. Високі напруги також можуть призвести до пробою електричної ізоляції.
Зміна властивостей іоносфери Землі, викликана ЕМІ призводить до появи завад у радіозв'язку.

## Утворення імпульсу
Імпульс утворюється в результаті прискорення, сповільнення або колового руху в магнітному полі заряджених часток, зазвичай електронів.
В результаті вибуху атомної бомби створюється гамма-випромінювання, яке взаємодіючи з повітрям іонізує атоми повітря і вивільнені електрони отримують прискорення у напрямі поширення ударної хвилі. Електрони, що рухаються з прискоренням стають джерелом електромагнітного випромінювання.
Плазма, що виникла в результаті вибуху й іонізуючого випромінювання штовхається силою вибуху, здійснюючи переміщення у магнітному полі Землі зміщає магнітне поле разом з ударною хвилею вибуху. Коли зміни є раптовими і великими, то таке збурення магнітного поля поширюється як електромагнітне випромінювання. Так формується електромагнітний імпульс коли земної атмосфери досягне хвиля від корональних викидів на Сонці або при входженні великого метеороїда в атмосферу.
У випадку атмосферного електричного розряду електромагнітний імпульс формується наступним чином: блискавка є не що інше, як струм великої сили (порядку десятків тисяч ампер). Як і кожен провідник із електричним струмом блискавка створює магнітне поле, його джерелом є прискорювані в електричному полі електрони що формують струм розряду. Те поле існує приблизно стільки ж часу, скільки триває розряд, тобто має імпульсний характер. Якщо у зоні дії цього поля буде перебувати будь-яка електрична схема чи мережа, наприклад, лінія електропередач, телефонна лінія, електропроводка будинку, телевізійна антена тощо, у ній буде індукуватись електрична напруга, що значно перевищує граничні значення, в результаті чого пристрої, що підключені до цих мереж можуть зазнати ушкоджень.
Таким чином, під час гроз спостерігаються випадки такого виходу з ладу телевізорів, комп'ютерів або інші електричних пристроїв, хоча блискавки безпосередньо не потрапляли в лінію. Найкращий захист від електромагнітного імпульсу, а також від прямої дії блискавки — це відключення цих пристроїв від мереж при наближенні грози.

## ЕМІ ядерної зброї
Електромагнітний імпульс, що виникає під час вибуху ядерної зброї є настільки потужним, що розглядається як один з факторів ураження від цієї зброї. Електромагнітний імпульс ядерного вибуху це потужне короткочасне електромагнітне поле з довжинами хвиль від 1 до 1000 м і більше, що виникає в момент вибуху, яке наводить сильні електричні напруги і струми в провідниках різної протяжності в повітрі, землі, на техніці та інших об'єктах (металеві опори, антени, дроти ліній зв'язку та електропередач, трубопроводи тощо). При наземному і низькому повітряному вибухах вплив ураження від електромагнітного імпульсу спостерігається на відстані до декількох кілометрів від епіцентру вибуху.
Дія ураження від електромагнітного імпульсу проявляється, насамперед, стосовно до радіоелектронної та електротехнічної апаратури, транспортних засобів та інших об'єктів, що використовують електричну енергію. Струми і напруги, які виникають при цьому можуть викликати пробій ізоляції, пошкодження трансформаторів, псування напівпровідникових приладів, перегорання плавких вставок та інших елементів радіотехнічних пристроїв.

### Виявлення ядерного вибуху за ЕМІ
Найбільш ефективним є виникнення ЕМІ при наземних (надводних) і повітряних ядерних вибухах. При підземному ядерному вибуху ЕМІ повністю гаситься частками твердої породи (аналогічно при підводному товщею води), а при висотних і космічних ядерних вибухах виявлення ЕМІ утрудняється відстанню між джерелом ЕМІ та точкою спостереження.
Протягом 1950-1970 років було вироблено методику ідентифікації ЕМІ за формою (амплітудою) електричного сигналу, візуалізацію якої здійснювали за допомогою електронно-променевої трубки осцилографа чи (у 1980х роках) алфавітно-цифрового друкувального пристрою. В результаті практичних експериментів було доведено, що амплітудно-частотна характеристика ЕМІ від ядерного вибуху за діапазоном збігається з АЧХ ЕМІ, утворених блискавкою. Проте форма ЕМІ від одиночного ядерного вибуху має свої, чітко виражені, характеристики, що дозволяє відфільтровувати такі сигнали від численних імпульсів, сформованих природними грозовими явищами.  На цьому і ґрунтується методика виявлення ядерних вибухів за ЕМІ.

#### Основні проблеми
- Фільтрація «корисного» сигналу (ЕМІ саме ядерного вибуху) від «паразитних» (що виникали від природних атмосферних явищ); вирішувалася звуженням секторів спостереження і підвищенням кваліфікації персоналу;
- Проблема неоднозначності пеленга,— проблема, пов'язана із властивістю електронно-променевої трубки відображати однаково сигнали, які надійшли скажімо, з напрямків на 2 і на 8 годин (за циферблатом годинника); відома як пригнічення неоднозначності пеленга; вирішувалася апаратурно-технічними методами.

## Електромагнітна зброя
Початок епохи інформаційних війн, ознаменувався появою нового виду зброї у вигляді засобів (у тому числі неядерних) генерування електромагнітного імпульсу (ЕМІ-зброї). За принципом ураження зброя ЕМІ має багато спільного з електромагнітним імпульсом ядерного вибуху і відрізняється від нього, серед іншого, меншою тривалістю. Розроблені та випробувані в ряді країн неядерні засоби генерування потужного ЕМІ здатні створювати короткочасні (тривалістю декілька наносекунд) потоки електромагнітного випромінювання, густина яких досягає граничних значень електричної міцності атмосферного повітря. При цьому чим коротшим є ЕМІ, тим вищим буде поріг допустимої потужності генератора.
Поряд з традиційними засобами радіоелектронної боротьби використання ЕМІ-зброї для нанесення електронних і комбінованих електронно-вогневих ударів з метою виведення з ладу радіоелектронних засобів на відстанях від сотень метрів до десятків кілометрів може стати однією з основних форм бойових дій в найближчому майбутньому. Крім тимчасового порушення функціонування радіоелектронних пристроїв, що допускає подальше відновлення їх працездатності, ЕМІ-зброя може здійснювати фізичне руйнування (функціональне ураження) напівпровідникових елементів пристроїв, навіть і тих, що перебувають у вимкненому стані.
Дія від випромінювання ЕМІ-зброї на електротехнічні та електроенергетичні системи озброєння та військової техніки, електронні системи керування двигунами внутрішнього згоряння приводить до виведення їх з ладу. Струми, що збуджуються електромагнітним полем в колах електро- або радіодетонаторів, встановлених на боєприпасах, можуть досягати рівнів, достатніх для їх спрацювання. Потоки високої енергії у змозі ініціювати детонацію вибухових речовин боєголовок ракет, бомб, артилерійських снарядів, а також дистанційне безконтактне підривання мін у радіусі 50-60 м від місця вибуху ЕМІ-боєприпасу середніх (100…120 мм) калібрів.
Стосовно дії ураження ЕМІ-зброї на особовий склад то спостерігається ефект тимчасового порушення адекватної сенсомоторики людини, виникнення помилкових дій в її поведінці і навіть втрата працездатності. Негативні прояви впливу потужних надкоротких НВЧ-імпульсів не обов'язково пов'язані з тепловим руйнуванням живих клітин біологічних об'єктів. Вражаючим чинником часто є висока напруженість наведеного на мембранах клітин електричного поля.